# Telecomunicaciones en Ghana

Bandera de Ghana.

Ghana es un país de África occidental que limita con Costa de Marfil al oeste, Burkina Faso al norte, Togo al este y el Océano Atlántico al sur. En 1957 obtuvo la independencia del Reino Unido adoptando el nombre de Ghana por el antiguo Imperio de Ghana.
Según las estadísticas del Banco Mundial el principal sector económico de Ghana son las telecomunicaciones, ello debido a la política liberal en torno a las TIC. Entre los principales sectores, el 65% es para las TIC, el 8% para las comunicaciones y el 27% se divide entre la administración pública, la justicia y el derecho.

## Las TIC en Ghana

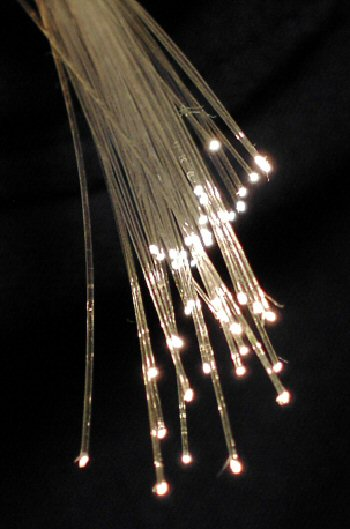
Fibra óptica, utilizada para telecomunicaciones de alta velocidad.

Las tecnologías de la información y la comunicación (TIC) en Ghana han progresado por encima de la media del 1,1% en el África subsahariana. Las políticas para reducir la brecha digital contienen iniciativas destacadas como la red de fibra óptica nacional (VOLTACOM).
Diferentes proveedores de servicios de Internet y las empresas de telecomunicaciones como Telecom Ghana, Scancom, Millicom, Westel y Kasapa Telecom Ltd ha invertido en infraestructura local. Además, se mantiene la colaboración con India en el Centro Kofi Annan TIC de Excelencia y en las escuelas básicas tienen a las TIC en su plan de estudios.

## Uso de Internet
El pefijo de Internet del país es «.gh» y fue uno de los primeros países de África en lograr la conexión a la red. Las estadísticas de los últimos años de Ghana teniendo en cuenta el crecimiento poblacional y el uso de Internet reflejan una mejoría paulatina:
| Año  | Usuarios | Población  | Porcentaje |
| ---- | -------- | ---------- | ---------- |
| 2000 | 30 000   | 18 881 600 | 0.2%       |
| 2006 | 401 300  | 21 801 662 | 1.8%       |
| 2008 | 880 000  | 23 382 848 | 3.8%       |
| 2009 | 997 000  | 23 887 812 | 4.2%       |

Se pueden contrastar estos datos con el The World Factbook de la CIA que asegura que en 2009 Ghana tuvo 1 297 millones de usuarios de Internet y 59 087 alojamientos web. Las fibras óptica submarinas SAT-3/WASC, Main One, y GLO-1 proporcionan la conectividad a Sudáfrica, Europa y Asia.
En el año 2010 se registraron 165 proveedores de Internet autorizados pero se encontraban funcionando únicamente 29 de los mismos, al igual que los operadores de las redes VSAT autorizados eran 176 de los cuales solo funcionaban 57, y 99 operadores de datos públicos y privados autorizados de los cuales funcionaban tan solo 25.

## Telefonía y multimedios

### Telefonía
Para el año 2011 la cantidad de teléfonos utilizados en Ghana -cuyo código de área es «223»- era de 284 700, en cuanto a telefonía celular el número aumenta sustancialmente teniendo en el mismo año unos 21 166 millones de teléfonos celulares.
Existían en 2010 solo 2 compañías de telefonía fija autorizadas y en funcionamiento y 6 compañías de telefonía celular autorizada de la cual solo 1 no se encontraba funcionando. Las compañías de telefonía celular son: Mobile Telecommunications Networks (MTN), Vodafone Ghana que adquirió Telecom Ghana, TIGO, ZAIN que adquirió Westel, Kasapa Telecom Ltd que es una empresa de origen chino y, GLO Mobile Ghana Limited que se encuentra inoperante.
|            | Enero      | Febrero    | Marzo      | Abril      | Mayo       | Junio      | Julio      | Agosto     |
| ---------- | ---------- | ---------- | ---------- | ---------- | ---------- | ---------- | ---------- | ---------- |
| Móvil      | 16 031 979 | 16 248 650 | 16 333 371 | 16 647 298 | 16 806 389 | 16 963 083 | 16 611 160 | 16 651 168 |
| Fijo       | 285 856    | 285 856    | 295 214    | 296 254    | 295 909    | 351 448    | 339 435    | 341 292    |
| Total      | 16 317 835 | 16 534 506 | 16 628 585 | 16 943 552 | 17 102 298 | 17 314 531 | 16 950 595 | 16 992 460 |
| Porcentaje | --         | 1.3%       | 0.6%       | 1.9%       | 0.9%       | 1.2%       | -2.1%      | 0.2%       |

La competencia entre las empresas de telefonía celular son parte importante del crecimiento de la misma en el país, obteniendo más de 80 por cada 100 personas como usuarios.

### Multimedios

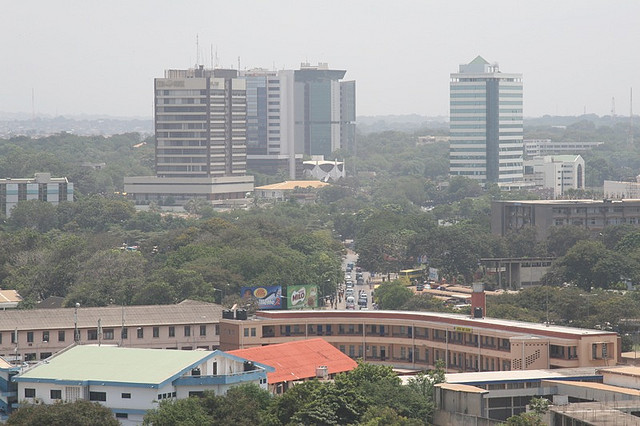
Edificios de los medios de comunicación en Ghana.

Los medios de comunicación de Ghana son unos de los más liberales en África, el capítulo 12 de la Constitución garantiza la libertad de prensa y la independencia de los medios de comunicación además, en el capítulo 2 se prohíbe la censura. Esta libertad de prensa fue restaurada en 1992.
La Ghana Broadcasting Corporation (GBC) fundada por decreto en 1968, es el organismo estatal que proporciona servicios de radio y televisión creada para el desarrollo de la educación, el entretenimiento y el conocimiento de la población local.
En 2010, Ghana tenía autorizadas 140 estaciones de radio de las cuales 84 se encontraban en funcionamiento y 32 estaciones de televisión con aproximadamente en funcionamiento unas 26 del total.